# اس‌اس پمپجی
اس‌اس پمپجی (به انگلیسی: SS Pompeji) یک کشتی بود که طول آن ۳۴۰ فوت ۳ اینچ (۱۰۳٫۷۱ متر) بود. این کشتی در سال ۱۹۳۹ ساخته شد.